# Дачное (Ивановская область)
Да́чное — посёлок в Вичугском районе Ивановской области. Входит в состав Октябрьского сельского поселения.

## История
В 1981 году указом Президиума Верховного Совета РСФСР посёлок 2-го отделения совхоза «Вичугский» переименован в Дачное. В советское время действовал совхоз «Вичугский».

## Население
| 2010 |
| ---- |
| 46   |